# Thalia (planetoïde)
(23) Thalia is een planetoïde in de belangrijkste planetoïdengordel van het zonnestelsel, tussen de banen van de planeten Mars en Jupiter. Thalia draait om de zon in een sterk ellipsvormige baan, waarbij de afstand tot de zon varieert tussen de 3,237 en 2,021 astronomische eenheden. Vanaf de aarde gezien kan de planetoïde tijdens gunstige opposities een schijnbare helderheid van +9,11 hebben, zodat ze dan met grotere amateurtelescopen te vinden is.

## Ontdekking en naamgeving
Thalia werd ontdekt door de Engelse astronoom John Russell Hind op 15 december 1852. Hind ontdekte de planetoïde vanuit het privé-observatorium van George Bishop in Regent's Park, Londen. Hind had datzelfde jaar al drie andere planetoïden ontdekt en zou in totaal tien planetoïden ontdekken. Bishop gaf de nieuwe planetoïde de naam Thalia, naar Thaleia, in de Griekse mythologie de muze van de komedie.

## Eigenschappen
Thalia is een S-type planetoïde die voornamelijk uit magnesium- en ijzerhoudende silicaten bestaat. Door spectraalanalyse is berekend dat als Thalia een ellipsoïde vorm heeft, de verhouding tussen de lange en korte as 1,28 ± 0,05 is.